# Simon Eckart
Simon Eckart (* 23. Januar 1848 in Ipsheim; † 2. September 1919 in Ansbach) war ein deutscher Bauunternehmer, Steinmetz und Mitglied des Deutschen Reichstags.

## Leben
Eckart besuchte die Volksschule in Ipsheim und erlernte von 1860 bis 1863 als Maurer und Steinmetz in Uffenheim. Er arbeitete als solcher in den größten Städten Deutschlands, Österreichs und Dänemarks, absolvierte die Baugewerkschule mit Meisterkurs in Holzminden und war von 1869 bis 1875 bei bayerischen Staatsbaubehörden als Bauführer angestellt. 1875 erwarb er ein Bau- und Steinmetzgeschäft in Ansbach. 1884 wurde er in die Gemeindeverwaltung Ansbachs als Gemeindebevollmächtigter berufen. Er gehörte seit Bestehen des Unfallversicherungs-Gesetzes der bayerischen Baugewerks- und Berufsgenossenschaft als Delegierter und Vorstandsmitglied an.
Von 1898 bis 1903 war er Mitglied des Deutschen Reichstags für den Wahlkreis Mittelfranken 3 (Ansbach, Schwabach, Heilsbronn) und die Deutsche Volkspartei.